# تولنتينو
تولنتينو هي كومونا عدد ساكنها يقارب حوالي 19،000 نسمة، وتقع بالقرب من مقاطعة ماشيراتا في ماركي منطقة وسط إيطاليا، تقع بالقرب من وادي شينتي.

## تاريخ

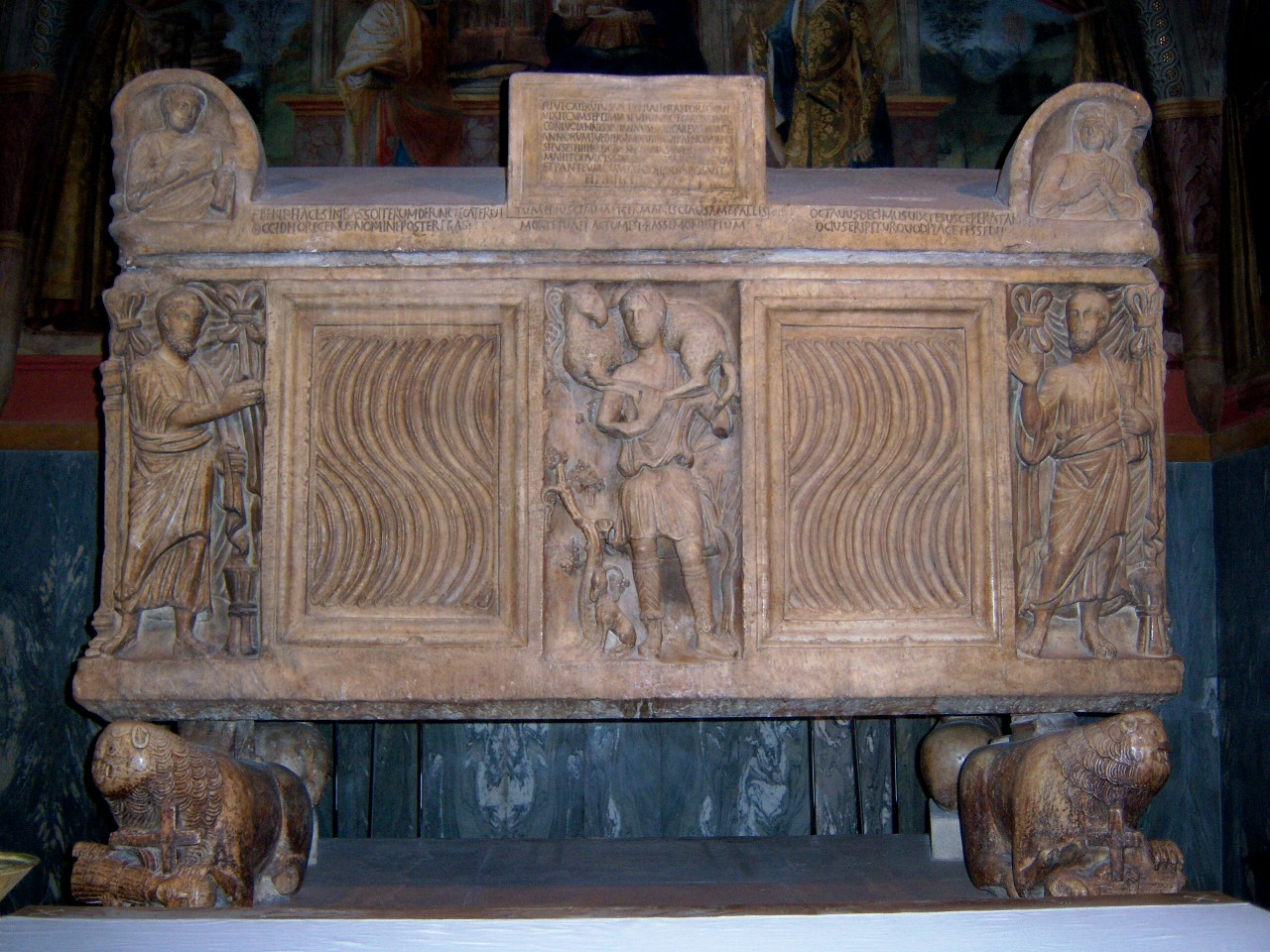
تابوت روماني في سان كاترفو

أثار السكان القدماء لتلك المنطقة الساحلية الخصبة ،التي توجد بين الجبال والبحر الأدرياتيكي ، تعود إلى العصر الحجري القديم الأدنى .
تشهد معظم المقابر ، منذ القرن الثامن وصولاً إلى القرن الرابع قبل الميلاد ، على وجود ثقافة بيسينو في موقع المدينة الحالية ، تولينتيوم الروماني تعرف حاليا بــ ( تولينتينو ) ، المرتبطة بروما عن طريق طريق فلامينيا . كانت تولنتينوم مقرًا لأبرشية تولينتينو مذ أواخر القرن السادس ، وكانت تحت رعاية القديس كاترفو المحلي. وقد تم إثبات المجتمع الحضري من عام 1099 ، بالأخذ بعين الإعتبار شكله الجماعي الناضج بين 1170 و 1190 ، مما أدى إلى تسوية حدوده من خلال الاحتكاك مع الكوميونات المجاورة مثل سافيرانو و كاميرانو. منذ نهاية القرن الرابع عشر ، تم نقل البلدية إلى أيدي عائلة دا فارانو ثم سفورزا ، قبل أن تكون جزءًا من الولايات البابوية حتى وصول نابليون .
قد تم توقيع المعاهدة الحاصلة في تولينتينو بين بونابرت والبابا بيوس السادس في المدينة في 19 فبراير 1797: هذه المعاهدة فرضت قيودًا إقليمية واقتصادية على البابوية.
في عام 1815 ، في معركة تولينتينو ، هُزم يواكيم مراد بشكل حاسم على يد فريدريك بيانكي الذي كان على رأس القوات النمساوية ، مما أدى إلى تخليه عن العرش. عادت تولينتينو إلى السيطرة البابوية حتى الوقت الذي تم فيه توحيد إيطاليا وذلك في عام 1861.
في نهايات القرن التاسع عشر ، ارتبط التطور الصناعي ارتباطًا متيناً بين تولينتينو وبقية إيطاليا.

## جغرافية
حدود البلدية مع بيلفورت ديل تشانتي ، كامبوروتوندو دي فيسترون ، كولمورانو وكوردونيا وماسيرتا وبيتريولو و بولينزا ، سان جينسيو ، سان سيفيرينو ماركي ، تريا وسيرابيترونا و أوربيساجليا .

### فراتسيوني
يحصي تولينتينو القرى الصغيرة ( فراتسيوني ) في أباديا دي فياسترا و أكواسالاتا و أنسيانو و أسينينا و بورا و كالكافيناشتيو و كاسا دي كريستو وكازون و كيستيرنا و كولينا و كولماقيوري و ديفينا باستورا و فانتاجيلو و فونتيبيجينو وقريزي و مايستا و ماستشيو و بيس و باروتشيا وباتيرنو وبيانويرتشي وبيانتشيانو وبيانبيانتشي وبورتانوفا ورامبونا ورانسيا ورينقانو و ريبوتينو وريولانتي وروفانيلو وروسيانو و روتوندو و سانت اندريا و سانت انجيلو وسان بارتولوميو و سانتا لوتشيا وسان دييغو وسان جيوفاني وسان قيوسيبي و سانت لوسيا وسان مارتينو وسان روكو وسالسيتو وسانتيسيمو ريدينتور وترويانو وفاجلي وفيسيجليانو.

## اقتصاد
تولينتينو هي موطن للساحة ، ماركة ملابس السباحة ، و بولترونا فراو، المصمم المعروف للأثاث الجلدي والديكورات الداخلية للسيارات — بالإضافة إلى متحفه الذي عرف باسمه ( بولترونا فراو ) ، الذي أشرف على تصميمه المهندس المعماري الإيطالي ميشيل دي لوتشي ، لعرض منتجات الأثاث.

## المعالم السياحية الرئيسية
- دير كيلرفو
- كنيسة سان نيكولا بازيليكا
- كنيسة سان فرانشيسكو
- كنيسة سانتا ماريا ديلا تمبستا
- كنيسة سان كاترفو
- كاستيلو ديلا رانسيا
- كنيسة ساكرو كوروي دي جيسو
- تياترو نيكولا فاكاج

## مشاهير
أشهر تولينتانو هو قديس تولينتينو نيكولاس (c. 1246-1305) والعالم الإنساني فرانشيسكو فيليلفو (1398–1481). الشخصيات البارزة الأخرى:
- القديس توما من تولينتينو ، مبشر وشهيد الفرنسيسكان في العصور الوسطى
- نيكولو دا تولينتينو (1350 – ج. 1435) المرتزقة
- نيكولا فاكاي (1790–1848) ، موسيقي
- ماريو ماتولي (1898-1980) ، مخرج سينمائي

## المواصلات
يصل طول تولينتينو ما يقارب 60 كيلومتر (37 ميل) من إدخال فلامينيا الغربي إلى روما و 40 كيلومتر (25 ميل) من البحر الأدرياتيكي والطريق السريع A14 إلى الشرق: الطريق السريع SS77 يربط المدينة بكلا طرقي الولاية. كما أنه توجد خطوط للحافلات للبلدات والقرى المجاورة وخط سكة حديد يوصل ما بين تشيفيتانوفا إلى فابريانو . أقرب مطار رئيسي هو فالكونارا ( أنكونا ) ، على 100 كيلومتر (62 ميل) من تولينتينو ولكنها متصلة بالطرق السريعة ، ويوجد أيضاً مهبط طائرات صغير للطيران خفيف الوزن في محيط المدينة المباشر.

## روابط خارجية
- موقع تولينتينو الرسمي
- tolentinoline.com
- بينالي dell'Umorismo nell'Arte
- بازيليك سان نيكولا دا تولينتينو
- معرض تولينتينو التاريخي 815